# Carcinoecetes japonicus
Carcinoecetes japonicus is een soort in de taxonomische indeling van de Myzozoa, een stam van microscopische parasitaire dieren. Het organisme komt uit het geslacht Carcinoecetes en behoort tot de familie Porosporidae. Carcinoecetes japonicus werd in 1958 ontdekt door Hoshide.